# توکای حنایی
توکاهای حنایی که به نام مگس‌گیرتوکاها (flycatcher-thrushes) نیز شناخته می‌شوند، پرندگان حشره‌خوار با جثه متوسط از سردهٔ Stizorhina از خانواده توکایان (Turdidae) هستند. اینها گونه‌های ساکن جنگل‌های آفریقایی هستند. آنها گاهی در سردهٔ Neocossyphus قرار می‌گیرند.

## گونه‌ها
در حال حاضر دو گونه شناخته شده‌اند:
- توکای حنایی فینش (Finsch)
- توکای حنایی فریزر (Fraser)